# 恵那郵便局
恵那郵便局（えなゆうびんきょく）は、岐阜県恵那市にある郵便局。民営化前の分類では集配普通郵便局であった。

## 概要
住所：〒509-7299 岐阜県恵那市大井町185-1

## 沿革
- 1872年4月17日（明治5年3月10日） - 大井郵便取扱所として開設[1]。
- 1875年（明治8年）1月1日 - 大井郵便局（五等）となる。
- 1880年（明治13年）11月 - 為替取扱を開始。
- 1881年（明治14年） - 貯金取扱を開始。
- 1902年（明治35年）11月3日 - 大井郵便電信局となる。
- 1903年（明治36年）4月1日 - 通信官署官制の施行に伴い大井郵便局となる。
- 1954年（昭和29年）11月1日 - 恵那郵便局に改称[2]。
- 1956年（昭和31年）9月21日 - 電話通話および和文電報受付事務の取扱を開始[3]。
- 1990年（平成2年）3月19日 - 笠置郵便局から集配業務を移管。
- 1999年（平成11年） - 外国通貨の両替および旅行小切手の売買に関する業務取扱を開始。
- 2007年（平成19年）10月1日 - 民営化に伴い、併設された郵便事業恵那支店に一部業務を移管。
- 2012年（平成24年）10月1日 - 日本郵便株式会社発足に伴い、郵便事業恵那支店を恵那郵便局に統合。

## 取扱内容
- 郵便、印紙、ゆうパック、内容証明
- 貯金、為替、振替、振込、国際送金、国債、投資信託
- 生命保険、バイク自賠責保険、自動車保険
- ゆうちょ銀行ATM
- 「509-72xx」区域（恵那市の一部地域）の集配業務
- ゆうゆう窓口

## 周辺
- 恵那市役所
- 恵那文化センター
- 恵那市中央図書館
- 岐阜県立恵那高等学校
- 中山道大井宿本陣跡
- 中山道広重美術館
- バロー恵那店
- 国道19号
- 国道257号
- 阿木川

## アクセス
- JR中央本線、明知鉄道明知線 恵那駅から徒歩約8分
- 東鉄バス、恵那市自主運行バス 公布町停留所下車
- 中央自動車道 恵那ICから東へ約1.5km
- 駐車場あり：19台